# Ајдахо Фолс
Ајдахо Фолс (енгл. Idaho Falls) град је у америчкој савезној држави Ајдахо.

## Демографија
По попису из 2010. године број становника је 56.813, што је 6.083 (12,0%) становника више него 2000. године.
| Група             | 2000.          | 2010.          |
| Белци             | 45.330 (89,4%) | 47.208 (83,1%) |
| Афроамериканци    | 315 (0,6%)     | 396 (0,7%)     |
| Азијати           | 533 (1,1%)     | 574 (1,0%)     |
| Хиспаноамериканци | 3.641 (7,2%)   | 7.357 (12,9%)  |
| Укупно            | 50.730         | 56.813         |